# Палеохришћански и византијски споменици у Солуну
Палеохришћански и византијски споменици у Солуну је заједнички назив за групу грађевина изграђених од 4. до 15. века у Солуну, које су због своје архитектуре и сликарских украса, под овим именом, уписани на УНЕСКО-в списак места Светске баштине у Европи 1988. године.

## Одлике
Солун (Thessalonika), који је основан 315. п. н. е. као провинцијска престоница и важна морска лука, је постао веома важан током ширења хришћанства. Неке од солунских цркава су изграђене у основи уписаног грчког крста, а остале као лонгитудиналне тробродне базилике. Грађене су током дугог раздобља од 4. до 15. века и представљају развитак стила који је снажно утицао на развој византијске архитектуре. Мозаици из Галијеве ротунде, св. Димитрија и св. Давида се сматрају једнима од најважнијих дела ранохришћанске уметности.

## Списак споменика
| Слика | Име                                                            | изградња   | раздобље                                        | Координате                                                | Белешке |
| ----- | -------------------------------------------------------------- | ---------- | ----------------------------------------------- | --------------------------------------------------------- | --- |
|       | Солунске градске зидине (Τείχη της Θεσσαλονίκης)               | 4—5. век   | Византијска уметност                            |                                                           | |
|       | Галеријев тријумфални славолук и гробница (αψίδα του Γαλερίου) | 298—306.   | Рана хришћанска уметност                        | 40° 22′ 34″ С; 22° 34′ 16″ И / 40.375997° С; 22.571061° И | Галерије је подигао славолук богато украшен реалистичким рељефима у славу победе над Сасанидима и освајања њихове престонице, Ктесифона, 298. год. Био је то осмолучни градски портал од којега су сачувана три оштећена лука. Галеријева гробница је изграђена као његов маузолеј, али је цар сахрањен у Гамзиграду, а гробница је постала, према некима, најстарија хришћанска црква, тзв. Ротонда св. Ђорђа, богато украшена мозаицима у 4. веку. |
|       | Црква Ахиропиитос ([Παναγία] Ἀχειροποίητος)                    | 5. век     | Рана хришћанска уметност и Византијска уметност | 40° 38′ 06″ С; 22° 56′ 52″ И / 40.634974° С; 22.947864° И | |
|       | Манастир Латомос (Μονή Λατόμου)                                | 5—6. век   | Рана хришћанска уметност и Византијска уметност | 40° 38′ 30″ С; 22° 57′ 08″ И / 40.641792° С; 22.9523° И   | Од манастира је сачувана само Црква св. Давида с краја 5. века, која је била богато украшена мозаицима из 6. и фрескама из 12. века. Црква св. Давида је изграђена преко раније, римске зграде, као католикон (главна црква) манастира Латомос. Изворна црква била мала и квадратне основа с апсидом на источном крају, а улазом на западу. У свакој од четири стране зграде била изграђена мала комора чинећи крст с једнаким крацима на подручју наоса. Цела западна страна цркве је срушена и сада се улаз налази на јужној страни. Од уређења ентеријера је очуван познати мозаик у куполи цркве, који датира из 5—6. века. и фрагменти зидних слика, које датирају из 12. века. |
|       | Црква Светог Димитрија (Άγιος Δημήτριος)                       | 629—634.   | Византијска уметност                            | 40° 22′ 55″ С; 22° 33′ 55″ И / 40.3819° С; 22.565229° И   | Споменик је петобродна базилика с нартексом и трансептом. Испод светишта и трансепта је крипта. Капела св. Еутyмиоса је прикључена на југоисточном делу цркве. Веома мало фрагмената скулптуре и сликарског уређења (мозаици, фреске) су преживели катастрофални пожар из 1917. године, али су примери узастопних историјских периода. |
|       | Црква Свете Софије (Ἁγία Σοφία)                                | 3—8. век   | Византијска уметност                            | 40° 22′ 33″ С; 22° 33′ 54″ И / 40.375824° С; 22.564954° И | Једна од најстаријих грађевина у граду изграђена је у 8. веку на темељима старије цркве из 3. века, по узору на Аја Софију у Константинопољу. Она је византска базилика основе уписаног грчког крста са средишњом куполом на кратком тамбуру и апсидом украшеном позлаћеним мозаицима. |
|       | Црква Панагија (Παναγία τῶν Χαλκέων)                           | 1028.      | Византијска уметност                            | 40° 22′ 53″ С; 22° 33′ 49″ И / 40.381251° С; 22.563745° И | Црква је основе уписаног грчког крста, типичног за македонско раздобље византијске уметности, са средишњом куполом на четири масивна стуба, две мање куполе и нартексом. Изграђена је од опеке, због чега је зову и Црвена црква, а фасада је богата пиластрима, док је унутрашњост украшена фрескама из 11. и 14. века. |
|       | Црква Свете Катарине (Αγία Αικατερίνη)                         | 298—306.   | Византијска уметност                            | 40° 38′ 36″ С; 22° 56′ 39″ И / 40.643213° С; 22.944237° И | |
|       | Црква Светог Пантелејмона (Ναός Αγίου Παντελεήμονα)            | 298—306.   | Рана хришћанска уметност                        | 40° 37′ 59″ С; 22° 57′ 04″ И / 40.6331° С; 22.9512° И     | Црква је имала галерију око целе грађевине са симетричним олтаром с две мале капеле. Основе је уписаног грчког крста са средишњом куполом на масивна 4 стуба и маленом куполом изнад брода. Унутра се налазе фреске с приказима Госпе и три византијска цара македонске династије. |
|       | Црква Светих Апостола (Ἅγιοι Ἀπόστολοι)                        | 1310—1329. | Византијска уметност                            | 40° 23′ 00″ С; 22° 33′ 41″ И / 40.383422° С; 22.561517° И | Црква је била катхоликон (манастирска главна црква), а изграђена је у уписаном грчком крсту с пет купола, великом средишњом и четири мање на сваком крају, и нартексом, деамбулаторијумом с галеријама и две бочне капеле са спољашним улазом. Фасада има наизменични украс од различитих опека и много лезена. Унутрашњост је украшена мозаицима и фрескама из 14. века. |
|       | Црква Светог Николе Орфаноса (Ἅγιος Νικόλαος ὁ Ὀρφανός)        | 1310—1320. | Византијска уметност                            | 40° 22′ 54″ С; 22° 34′ 20″ И / 40.381607° С; 22.572277° И | Изграђена је као манастирска једнобродна црква с дрвеним кровом, којој су касније додана два бочна брода који се настављају око олтара у деамбулаторијум. Споља је неугледна од неправилне опеке и камена, али је изнутра богато осликана фрескама из раздобља српског краља Милутина |
|       | Црква Спаситеља (Ναός του Σωτήρος)                             | 14. век    | Византијска уметност                            | 40° 38′ 23″ С; 22° 58′ 03″ И / 40.6398° С; 22.9674° И     | |
|       | Манастир Влатадон (Μονη Βλαταδων)                              | 1351—1354. | Византијска уметност                            | 40° 38′ 30″ С; 22° 57′ 16″ И / 40.6418° С; 22.9545° И     | Манастриски храм је грађен у периоду од 1351.-1354. године. Значајну подршку за изградњу храма пружила је царица Ана Савојска, која се доселила у Солун после смрти мужа, Андроника III Палеолога. Унутрашњост цркве је украшена фрескама у периоду од 1360—1380. године. Када су Турци први пут заузели Солун 1387. црква је претворена у џамију, након заузимања Солуна други пут 1430. наставила је да функционише као православни манастирски објект за све време турске владавине. |
|       | Црква Светог пророка Илије (Μονη Βλαταδων)                     | 1360—1370. | Византијска уметност                            | 40° 38′ 27″ С; 22° 56′ 55″ И / 40.640883° С; 22.948543° И | |
|       | Византијско купатило у Солуну (Βυζαντινά Λουτρά Άνω Πόλης)     | 13—14. век | Византијска уметност                            | 40° 38′ 24″ С; 22° 57′ 12″ И / 40.640026° С; 22.953464° И | |

## Спољашне везе
- Споменици на страницама Грчког министарства културе и туризма Архивирано на веб-сајту  (25. април 2017)